# Brime de Urz
Brime de Urz – gmina w Hiszpanii, w prowincji Zamora, w Kastylii i León, o powierzchni 14,88 km². W 2011 roku gmina liczyła 127 mieszkańców.